# Banish from Sanctuary
Banish from Sanctuary è il primo singolo della band tedesca Blind Guardian pubblicato nel 1989, tratto dall'album Follow the Blind.
Il singolo è stato stampato su vinile verde a 45 giri, da 7 pollici e include oltre alla title track anche "Hall of the King" (anch'essa tratta da Follow the Blind).
Il disco è un raro oggetto da collezionisti in quanto ne vennero stampate solo 500 copie e distribuite come materiale promozionale.

## Tracce
1. Banish from Sanctuary – 5:27
2. Hall of the King – 4:16

## Componenti
- Hansi Kürsch - voce
- André Olbrich - chitarra
- Marcus Siepen - chitarra
- Thomas Stauch - batteria